# Luis Pasamontes
Luis Pasamontes Rodríguez (Cangas del Narcea, 2 oktober 1979) is een Spaans voormalig wielrenner. Hij was beroepsrenner tussen 2003 en 2012.

## Belangrijkste overwinningen
2004
- Memorial Manuel Galera

2007
- Bergklassement Ronde van Catalonië
- 1e etappe Ronde van Wallonië

## Resultaten in voornaamste wedstrijden
| Jaar | Ronde van Italië | Ronde van Frankrijk | Ronde van Spanje |
| ---- | ---------------- | ------------------- | ---------------- |
| 2004 |                  |                     | 20e              |
| 2005 |                  |                     | 28e              |
| 2006 |                  |                     |                  |
| 2007 |                  |                     |                  |
| 2008 | 36e              |                     | 35e              |
| 2009 |                  | 39e                 |                  |
| 2010 |                  |                     | 45e              |
| 2011 | 51e              |                     |                  |

| Jaar | Milaan-San Remo | Gent-Wevelgem | Amstel Gold Race | Luik-Bast.‑Luik |
| ---- | --------------- | ------------- | ---------------- | --------------- |
| 2004 |                 |               |                  |                 |
| 2005 |                 |               |                  |                 |
| 2006 |                 |               | 84e              |                 |
| 2007 |                 |               | 48e              |                 |
| 2008 | 38e             | 34e           |                  |                 |
| 2009 |                 |               | 112e             | 93e             |
| 2010 |                 |               |                  | 82e             |
| 2011 |                 |               |                  |                 |